# Stenmätare
Stenmätare, Coenocalpe lapidata, är en fjärilsart som beskrevs av Jacob Hübner 1809. Stenmätare ingår i släktet Coenocalpe och familjen mätare, Geometridae. Enligt den finländska rödlistan är arten nära hotad i Finland. I Sverige är stenmätare reproducerande och har  en livskraftig, LC population. Artens livsmiljö är friska gräsmarker. Inga underarter finns listade i Catalogue of Life.